# Winter’s Gate
Winter’s Gate – siódmy studyjny album fińskiego zespołu melodic deathmetalowego Insomnium, wydany 23 września 2016 roku przez wytwórnię płytową Century Media Records.

## Lista utworów
Opracowano na podstawie materiału źródłowego.
| Winter’s Gate | Winter’s Gate   | Winter’s Gate |
| Nr            | Tytuł utworu    | Długość       |
| ------------- | --------------- | ------------- |
| 1.            | „Winter’s Gate” | 39:54         |

## Twórcy
Opracowano na podstawie materiału źródłowego.
Zespół Insomnium w składzie
- Niilo Sevänen – wokal, gitara basowa
- Markus Hirvonen – perkusja
- Ville Friman – gitara, wokal
- Markus Vanhala – gitara

oraz
- Teemu Aalto – wokal
- Aleksi Munter – instrumenty klawiszowe